# Rock Rapids
|  | Dieser Artikel wurde aufgrund von inhaltlichen Mängeln auf der Qualitätssicherungsseite des Projektes USA eingetragen. Hilf mit, die Qualität dieses Artikels auf ein akzeptables Niveau zu bringen, und beteilige dich an der Diskussion! Eine nähere Beschreibung der zu behebenden Mängel fehlt. |

Rock Rapids ist eine Kleinstadt im US-Bundesstaat Iowa in der Nähe der Metropolregionen Sioux City und Sioux Falls. Sie ist Verwaltungssitz des Lyon County. Das U.S. Census Bureau hat bei der Volkszählung 2020 eine Einwohnerzahl von 2.611 ermittelt.